# Fissidens grainvillei
Fissidens grainvillei là một loài Rêu trong họ Fissidentaceae. Loài này được P. de la Varde ex Thér. mô tả khoa học đầu tiên năm 1932.